# Markuskirche (Garßen)

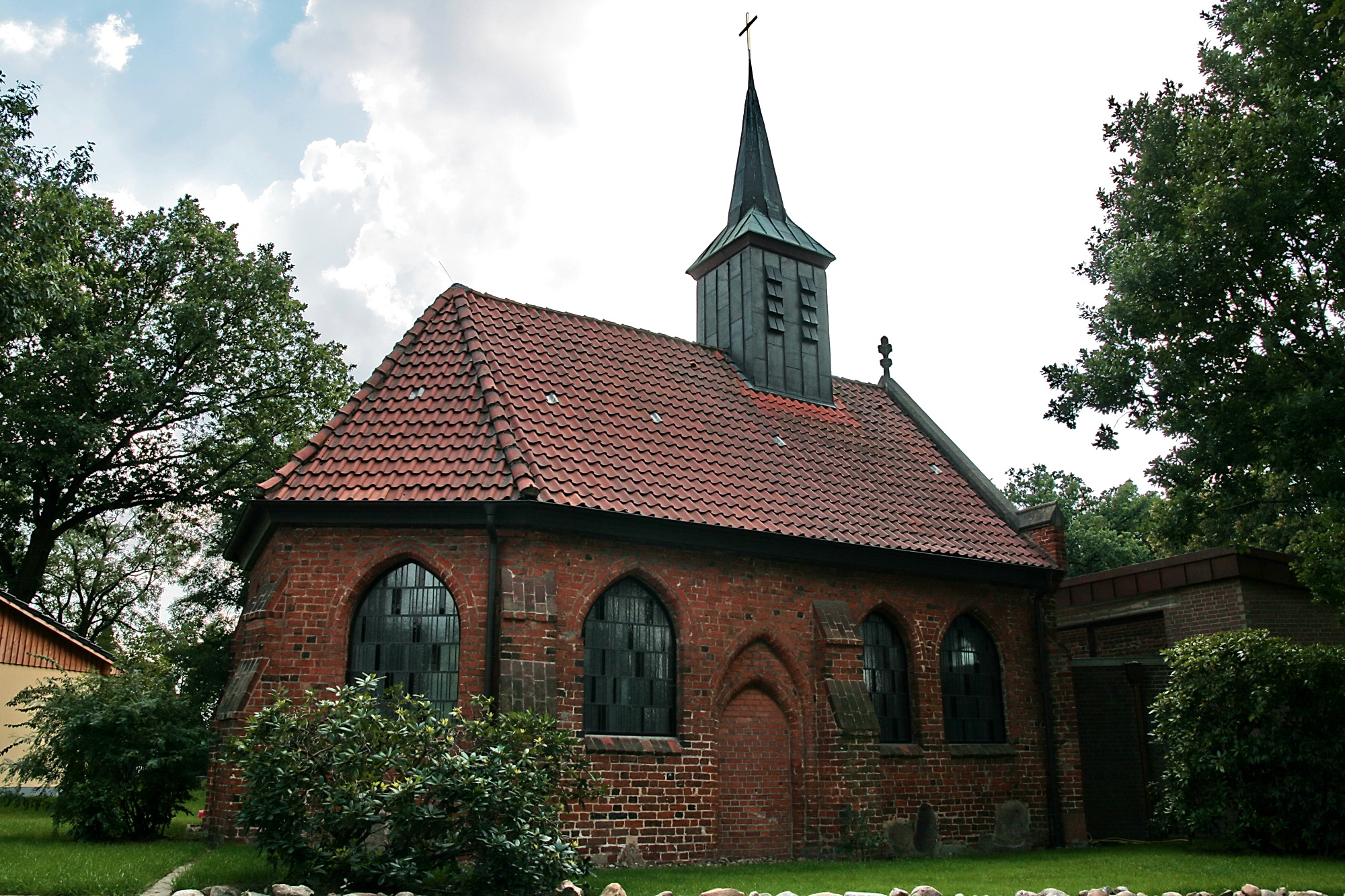
Markuskirche

Die evangelisch-lutherische, denkmalgeschützte Markuskirche steht in Garßen, einem Stadtteil von Celle im Landkreis Celle von Niedersachsen. Die Kirchengemeinde ist mit der Matthäus-Kirchengemeinde in Celle-Vorwerk pfarramtlich verbunden. Diese gehört zum Kirchenkreis Celle im Sprengel Lüneburg der Evangelisch-lutherischen Landeskirche Hannovers.

## Geschichte
Die früher am Südrand des Dorfes gelegene Kapelle entstand um die Mitte des 14. Jahrhunderts. Während des Lüneburger Erbfolgekrieges wurde im Jahr 1377 die Kapelle zerstört, danach wurde sie wieder aufgebaut. Ein Bittbrief vom 25. Mai 1511 an Heinrich den Mittleren um Gaben zum Bau einer Kapelle lässt vermuten, dass mit ihrem Bau bereits begonnen wurde. Urkundlich erwähnt ist dieser Bau aber erst 1610. Bei einer Brandkatastrophe von 1747 wurde die Kapelle bis auf die Außenmauern zerstört. Mit ihrem Wiederaufbau wurde 1749 begonnen. Die beim Brand zerstörte Kirchenglocke wurde 1755 neu gegossen. Zwischen 1930 und 1939 erfuhr die Kapelle eine grundlegende Renovierung, bei der Emporen eingebaut und an der Giebelwand im Westen ein neues Portal errichtet wurde. Das Portal in der Nordwand wurde vermauert. 1979/80 wurde die Kapelle umgestaltet und erweitert. Im Westen wurde ein Gemeindehaus angefügt, das gleichzeitig die Kapelle und das ehemalige Haus des Küsters verbindet. Die Emporen im Innenraum wurden abgebaut.

## Beschreibung
Die Saalkirche aus Backsteinen hat einen dreiseitigen Schluss des Chors. Sie ist mit einem Satteldach bedeckt, aus dem sich ein viereckiger Dachreiter erhebt, der mit einem spitzen Helm bedeckt ist, der vom rechteckigen Ansatz in eine achteckige Spitze übergeht. Im Dachreiter hängt eine Kirchenglocke, die 1755 gegossen wurde. Das Dach ist über dem Chor abgewalmt. Ihre Wände werden von Strebepfeilern gestützt. Sowohl im Langhaus als auch im Chor sind breite, spitzbogige Fenster.
Der Innenraum ist mit einer flachen Holzbalkendecke überspannt. Zur Kirchenausstattung gehören eine hölzerne Mensa, eine hölzerne Kanzel und ein hölzernes achteckiges Taufbecken. 1897 wurde ein Harmonium gekauft, das 1939 durch ein Positiv mit drei Registern von Paul Ott ersetzt wurde. 1954/55 wurde eine Orgel mit acht Registern, verteilt auf ein Manual und ein Pedal, angeschafft, die im Jahr 1984 durch eine elektronische Orgel ersetzt wurde, die 2008 ausgetauscht wurde.